# Alejandro Cichero
Alejandro Cichero (né le 20 avril 1977 à Caracas) est un footballeur vénézuélien. Cichero évolue au poste de défenseur et mesure 1,95 m. Il est le frère aîné de Gabriel Cichero.

## Carrière
- 1995-1997 :  Trujillanos Fútbol Club
- 1997-1998 :  Benfica Lisbonne
- 1998-1999 :  Cagliari Calcio
- 2000-2001 :  Deportivo Italchacao
- 2001-2002 :  Central Español FC
- 2002-2003 :  CS Cerrito
- 2003-2004 :  Nacional Montevideo
- 2005-2008 :  Litex Lovetch
- 2008-2009 :  Shandong Luneng Taishan
- 2010 :  Caracas FC
- 2010-2012 :  Millonarios

## Équipe nationale
- 47 sélections en équipe du Venezuela de 2002 à 2007